# Вила Латина
Вила Латина (итал. Villa Latina) је насеље у Италији у округу Фрозиноне, региону Лацио.
Према процени из 2011. у насељу је живело 909 становника. Насеље се налази на надморској висини од 423 м.

## Становништво
| 1931. | 1936. | 1951. | 1961. | 1971. | 1981. | 1991. | 2001. | 2011. |
| ----- | ----- | ----- | ----- | ----- | ----- | ----- | ----- | ----- |
| 1.769 | 1.722 | 1.681 | 1.444 | 1.135 | 1.317 | 1.354 | 1.247 | 1.286 |